# Herb Caen
Pour les articles homonymes, voir Caen (homonymie).
Herbert Eugene Caen, dit Herb Caen (3 avril 1916 à Sacramento (Californie) – 1er février 1997 à San Francisco (Californie)), est un journaliste américain lauréat du Prix Pulitzer qui a travaillé à San Francisco. 

## Biographie
Né à Sacramento en Californie, Herb Caen a écrit pour le San Francisco Chronicle à partir de la fin des années 1930 et jusqu'à sa mort, avec une interruption de 1950 à 1958, période pendant laquelle il se mit au service du San Francisco Examiner.  
Sa série d'essais appelés Baghdad-by-the-Bay fut publiée en 1949.